# Monument au Grand incendie de Londres

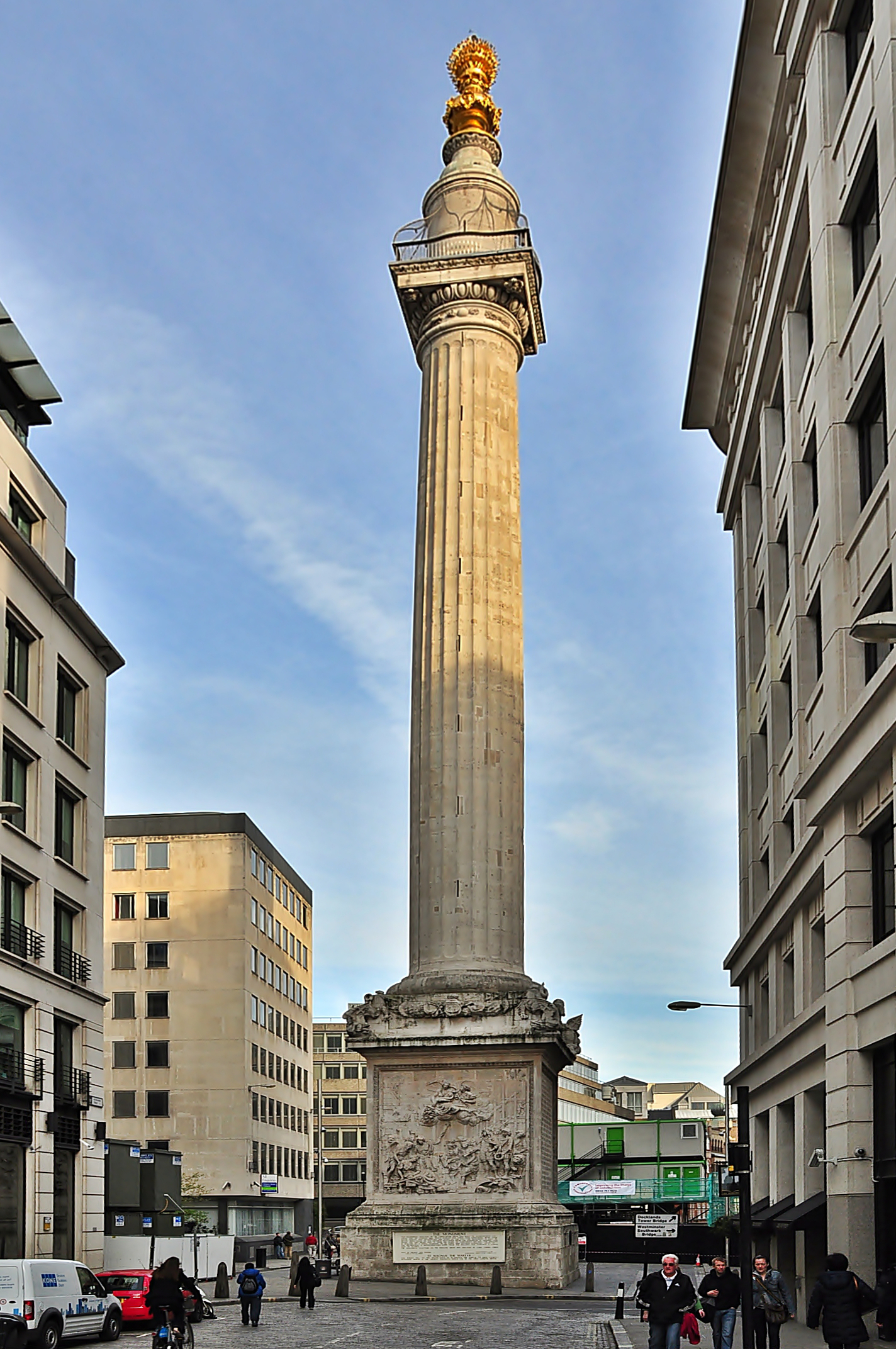
Le monument conçu par Christopher Wren.

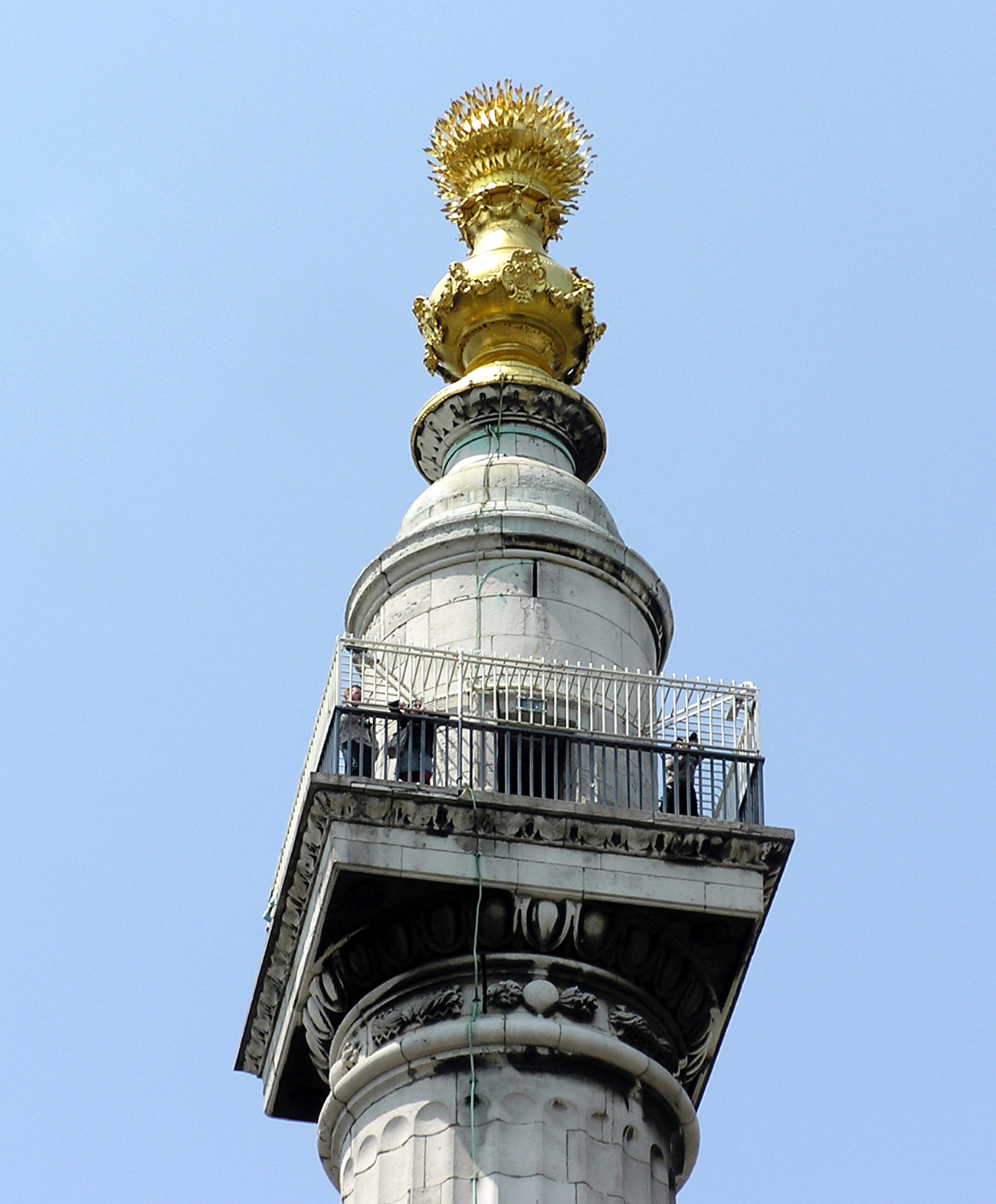
La plateforme panoramique

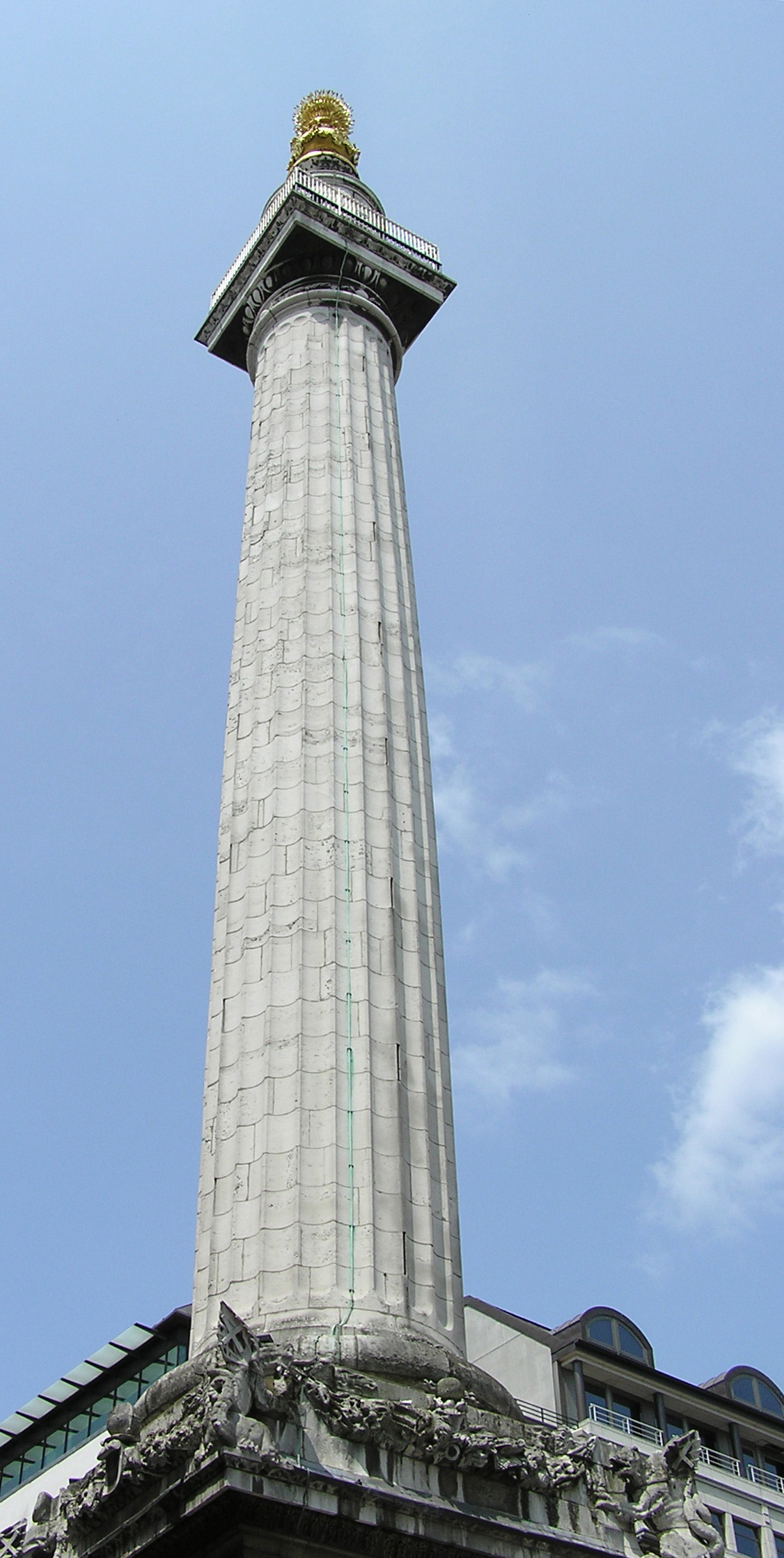
Le Monument vu d'en bas

Le Monument au Grand Incendie de Londres, plus communément connu sous le nom Le Monument, est une colonne romaine dorique en pierre de 61 mètres dans la Cité de Londres, proche du nord du pont de Londres. Il est situé au croisement de Monument street et de Fish Street Hill, à 61 mètres du lieu où le Grand incendie de Londres commença en 1666. Un autre monument marque l'endroit où le feu fut stoppé, proche de Smithfield. Une station du métro londonien porte également le nom de Bank and Monument.

## Histoire
En 1669, la première loi de reconstruction disposait que, « pour préserver au mieux la mémoire de ce terrible évènement », une colonne de pierre ou de cuivre devait être érigée sur Fish Street Hill, à proximité de l'endroit même où le feu commença, la boulangerie de Farryner située Pudding Lane. On demanda à Christopher Wren, expert général des travaux du roi, de soumettre un projet. Le conseil de la cité n'approuva le projet qu'en 1671, et il s'écoula encore six années avant que le Monument ne fût terminé. Deux ans passèrent encore avant que l'inscription (laissée à la discrétion de Wren) soit gravée.
« Commémorant -- avec un mépris audacieux de la vérité -- le fait que Londres se relève... Trois courtes années achèvent ce qui fut considéré comme le chantier du siècle ».
Les dessins de l'époque montrent que plusieurs versions du Monument furent envisagées : un simple obélisque, une colonne décorée de langues de feu, et la colonne dorique flûtée qui fut finalement choisie. Le vrai sujet de discorde vint du choix du type d'ornement à placer au sommet du Monument. Initialement Wren souhaitait une statue de phœnix aux ailes déployées renaissant de ses cendres. Alors que le monument était presque achevé, il décida plutôt d'installer une statue de 4,5 mètres de haut représentant soit le roi Charles II, soit une femme maniant l'épée afin de représenter Londres triomphante ; le coût de chacun de ces projets fut estimé à 1 050 £. Le roi Charles lui-même préféra une simple balle en bronze doré « avec des flammes surgissant de son sommet » coûtant à peine plus que 325 £. Mais finalement le projet de Robert Hooke, une urne de feu en bronze doré, fut choisi.
Le coût total du Monument fut de £13 450 dont £11 300 furent payés par le maçon et entrepreneur Joshua Marshall.
L'aire autour de la base du monument fut transformée en zone piétonne, grâce à des travaux qui coûtèrent £790 000.
Le Monument est monument classé de Grade I depuis 1950.
Le Monument, fermé depuis le 30 juin 2007 pour un projet de restauration d'environ 4,5 millions de livres qui a duré dix-huit mois, a été rouvert le 16 février 2009.

## Description
Le Monument est une large colonne dorique flûtée construite en pierre de Portland, surmontée d'une coupe de feu et conçue par Christopher Wren et Robert Hooke. La partie ouest de la base du monument comporte une sculpture emblématique de Caius Gabriel Cibber en haut et bas-relief de la destruction de la Cité. Sont représentés aussi le roi Charles II et son frère, Jacques, le duc d'York (futur Jacques II), surmontés par la Liberté, l'Architecture et la Science qui, toutes trois, donnent des instructions pour la reconstruction de la Cité. Ses 61 mètres de hauteur représentent la distance entre le Monument et la boulangerie royale de Thomas Farynor (ou Farriner), dans Pudding Lane, où débuta l'incendie. À l'époque de sa construction (entre 1671 et 1677), c'était la plus grande colonne de pierre (non tenue) du monde.
Il est possible de monter au sommet du monument en montant un tortueux escalier de 311 marches. Une cage fut ajoutée au milieu du XIXe siècle en haut de la colonne pour empêcher les gens de sauter, après que six personnes se furent suicidées, entre 1788 et 1842.
Trois côtés de la base comportent des inscriptions en latin. L'une d'elles sur le côté sud raconte les actions entreprises par Charles II d'Angleterre après le feu. Une autre sur le côté décrit comment le monument fut commencé et mené à perfection, et les maires qui s'en chargèrent. Au nord de la base, une troisième inscription donne une idée de la manière dont le feu se déclara, des dégâts causés, et de la façon dont l'incendie fut éteint. En 1681, les mots "mais la frénésie papale, qui a forgé de telles horreurs, n'est pas encore éteinte" furent ajoutés à la fin de l'inscription. (Le côté ouest est décrit plus haut.) L'inscription du côté accuse de manière générale les catholiques romains du départ du feu, et ceci mena Alexander Pope à dire au sujet de ce lieu :
« Là où se trouve la colonne de Londres, montrant le ciel comme un puissant tyran, se lève la tête et les mensonges »"--Moral Essays. chapitre III ligne 339 (1733-1734)
Ces mots (accusant les catholiques) furent retirés du Monument en 1831.

## Le monument comme instrument scientifique
Christopher Wren et Robert Hooke, tous les deux astronomes passionnés, construisirent ce monument à des fins scientifiques. Il contient un puits central, qui à l'origine devait être utilisé comme un télescope zénithal pour l'observation des transits astronomiques, ainsi que pour des expériences sur la gravité et les pendules. Ce puits est relié à un laboratoire souterrain. Un couvercle pivotant surmonte l'ouverture du puits. Les marches à l'intérieur du puits sont toutes hautes d'exactement 6 pouces, ce qui permet de les utiliser pour des études précises de pression barométrique.
Malheureusement, des mesures précises, effectuées par Robert Hooke à l'achèvement de l'édifice en 1676, ont montré que la colonne, sensible au vent, rendait le télescope inutilisable pour des observations scientifiques. De plus, les vibrations engendrées, déjà à l'époque, par la circulation urbaine dans Fish Street Hill (en) et à l'approche du Pont de Londres, la rendait aussi inutilisable pour l'astronomie. De nos jours, on peut toujours y voir l'héritage de Hooke dans l'escalier en colimaçon et la chambre souterraine d'observation.

Monument au Grand incendie de Londres
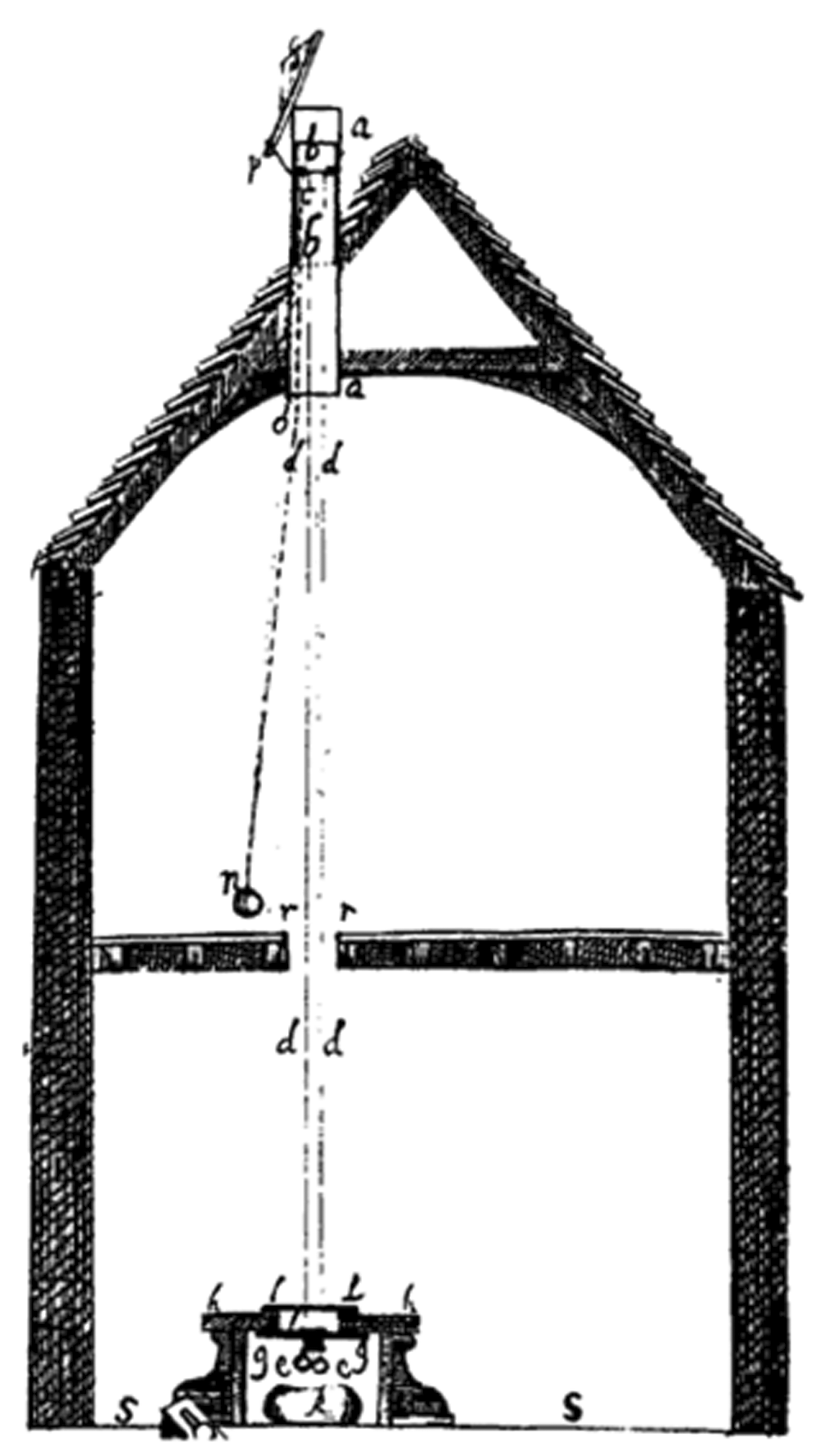
Télescope zénithal de Hooke.
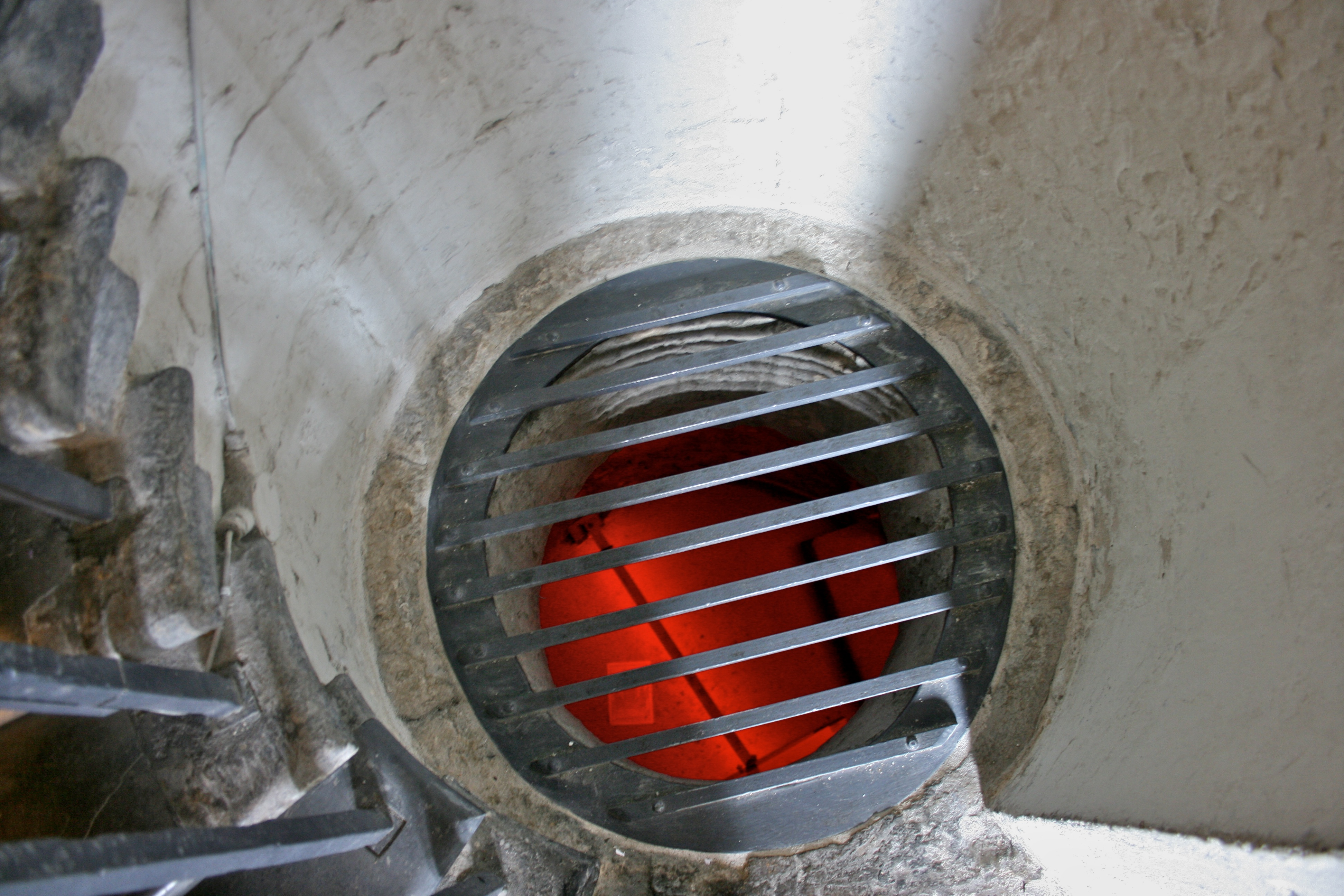
La chambre souterraine d'observation, à la base du puits
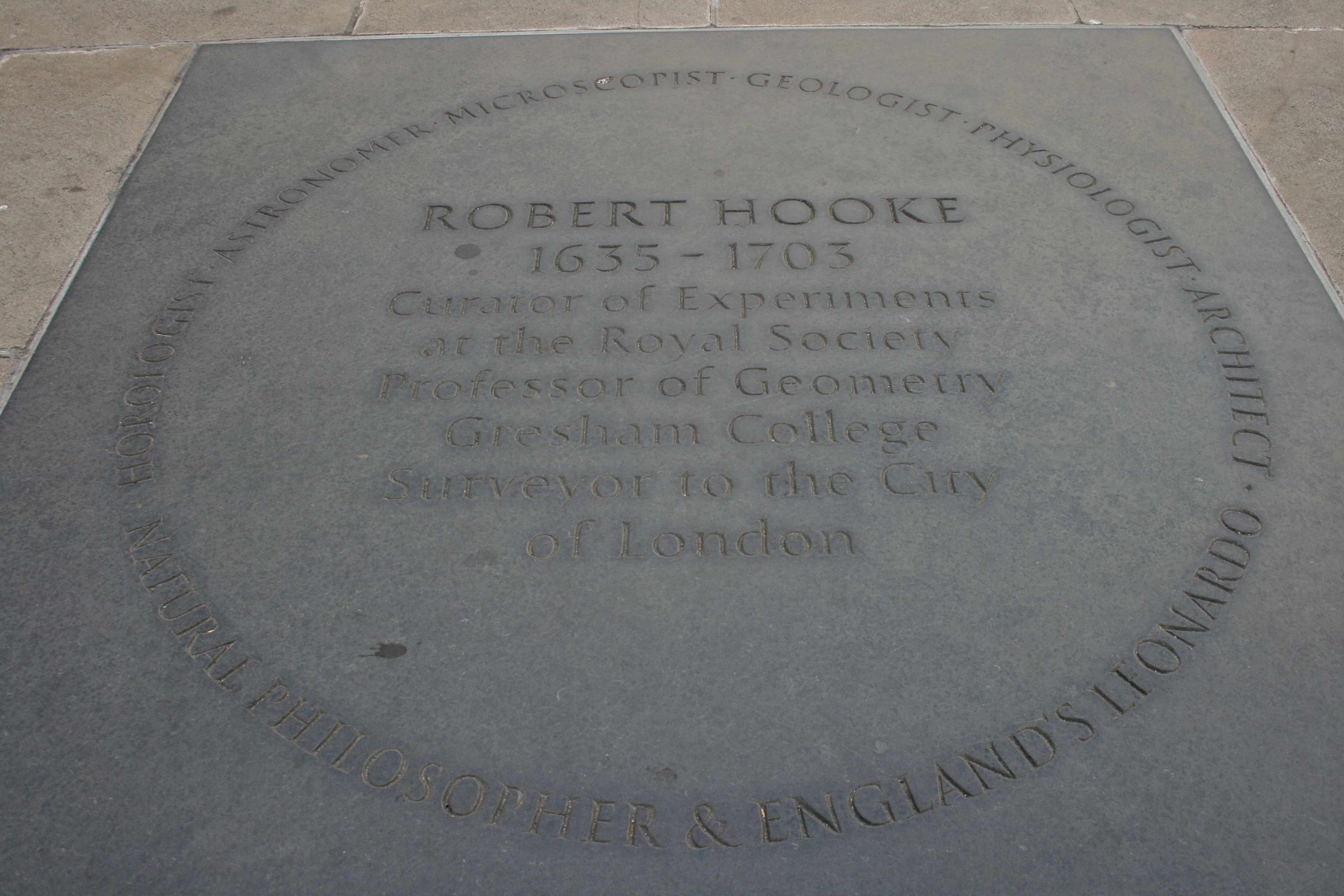
Mémorial Robert Hooke, à la base de la colonne.

## Dans la fiction
Le Monument est un lieu essentiel dans « le Système du Monde », le 3e livre du Cycle baroque, écrit par Neal Stephenson.
George, le héros du livre pour enfants Stoneheart par Charlie Fletcher, combat un corbeau et une gargouille au sommet du Monument.
Il est également un lieu clef dans le final de la saison 1 du manga Black Butler (épisode 23). C'est perché sur ce monument que Pluton, le chien démoniaque, mettra le feu à Londres en crachant des flammes.